# George Friedrich von Rohwedel
George Friedrich von Rohwedel (* 10. Dezember 1711; † 28. März 1765) war ein preußischer Landrat in der Neumark. Er stand von 1755 bis zu seinem Tode dem Kreis Dramburg vor.
Er stammte aus der neumärkischen uradligen Familie von Rohwedel. Sein Vater Hans von Rohwedel (1673–1722), war Landrat und Erbherr auf Cranzin, mit Lehnbrief vom 23. September 1713. Seine Mutter Elisabeth Maria († 1751) war eine geborene von Wedel-Fürstenau und Oberhofmeisterin der Markgräfin von Brandenburg-Ansbach. George Friedrich von Rohwedel hatte mehrere Geschwister. Die älteste Schwester Charlotte Luise heiratete mit Kaspar Martin von der Goltz einen Gutsherrn und Landesdirektor. Sein Bruder Wilhelm von Rohwedel, preußischer Ober-Finanzrat, Kammerjunker und Ritter des Johanniterordens, veräußerte das Stammgut Cranzin 1743.
George Friedrich von Rohwedel diente in der preußischen Armee, wo er als Leutnant seinen Abschied nahm. Von 1743 bis 1745 bewirtschaftete er Gut Ehrenberg im pommerschen Krs. Pyritz. Um 1744 erwarb er das Gut Wusterwitz. Nach dem Tod des Landrates George Ernst von der Goltz wurde er 1755 zum neuen Landrat des Kreises Dramburg gewählt und vom König ernannt. Er übte das Amt bis zu seinem Tode im Jahre 1765 aus; im Amt folgte ihm Otto Wedig von Bonin. Sein eigenes Gut Wusterwitz musste er aus finanziellen Gründen wieder verkaufen. 
George Friedrich von Rohwedel war mit Anna Sabina († 1778), einer geborenen von Küssow, verheiratet. Der Sohn Friedrich von Rohwedel (1735–1793) wurde Landschaftssyndikus der Neumark, der Sohn Hans von Rohwedel (1740–1785) war zeitweise Landrat im Kreis Inowraclaw im Netzedistrikt. 